# أرشيبالد موجوي
أرشيبالد موجوي (29 أغسطس 1921 - 25 فبراير 2021) سياسي ودبلوماسي في بوتسوانا. كان موجوي عضوًا في البرلمان من كاني، وشغل منصب وزير الخارجية من 1974 إلى 1984، ووزير الموارد المعدنية وشؤون المياه من 1985 إلى 1994، قبل أن يعمل سفيراً لدى الولايات المتحدة. تم تعيينه في المنصب الأخير في 13 نوفمبر 1995 وقدم أوراق اعتماده في 6 فبراير 1996. كما لعب موجوي دورًا مهمًا كميسر في الحوار بين الأطراف الكونغولية.
مع زوجته الأولى لينا موسيل سيناخومو (توفيت عام 1992) أنجبت منه ابنتان ماليتا لوك (مواليد 1954) وأليس موجوي (مواليد 1961) وابن واحد هيو ليهلوهونولو موابي (مواليد 1956). من عام 1997 حتى وفاته كان متزوجًا من أول أستاذة في بوتسوانا هي سيرارا سيليلو موجوي.
توفي في فبراير 2021 عن عمر يناهز 99 عامًا.